# Zellfreie Genexpression
Die zellfreie Genexpression (in vitro-Genexpression, zellfreie Proteinsynthese, in vitro-Translation) ist eine im Labor angewendete Methode zur Erzeugung von Proteinen, meist von rekombinanten Proteinen.

## Eigenschaften
Zur Biosynthese von Proteinen wird nicht die Integrität einer lebenden Zelle benötigt. So kann auch der Transkriptions- und Translationsapparat einer lysierten Zelle verwendet werden. Energieträger und Aminosäuren werden über ein Membransystem zugegeben.
Der größte Vorteil dieser Methode gegenüber der Synthese in Zellen ist, dass auch toxische Proteine synthetisiert und nichtproteinogene Aminosäuren eingeführt werden können. Gegenüber chemischer Proteinsynthese zeichnet sie sich durch die einfachere Herstellung langer Aminosäureketten aus. Beide Methoden, zellfreie Genexpression und chemische Synthese, haben ihre Vor- und Nachteile, was z. B. Länge, Aminosäuresequenz und Quantität des erhaltenen Proteins betrifft.
Im Labormaßstab werden die Proteine häufig in Lysaten oder Extrakten aus E. coli, Insektenzellen, Weizenkeimen oder Säugerzellextrakte aus K562-Zellen, CHO-Zellen oder Retikulozyten von Kaninchen erzeugt. Die Extrakte werden mit einer, in der Regel mittels in vitro-Transkription erzeugten, RNA und einer Aminosäuremischung in einem geeigneten Puffersystem inkubiert. Die erzeugten Proteine können anschließend im Western Blot nachgewiesen und abhängig vom Protein ihre Eigenschaften, wie der Substratumsatz bei Enzymen, oder die DNA-Interaktion bei Transkriptionsfaktoren, untersucht werden. Um die synthetisierten Proteine nachzuweisen, kann eine Aminosäure auch durch eine radioaktiv markierte (meistens 35S-Methionin) oder eine mit einem fluoreszierenden Farbstoff markierte Aminosäure ersetzt werden. Die entsprechenden Translationsextrakte sind als Kits von verschiedenen Anbietern erhältlich. Ein Nachteil der Methode ist die Gefahr des Abbaus der RNAs durch RNasen. Daher und wegen der damit verbundenen Zeitersparnis haben sich Systeme, bei denen Transkription und Translation gekoppelt sind, durchgesetzt. Die kommerziell erhältlichen Extrakte werden, zusätzlich zu Aminosäuren und Puffer, mit der geeigneten RNA-Polymerase aus Bakteriophagen (T3, T7, SP6) und dem gewünschten DNA-Template, einem Plasmidvektor, der flankierend zur multiplen Klonierungsstelle mindestens einen geeigneten Promotor enthält, versetzt.
In Deutschland forscht u. a. die Fraunhofer-Gesellschaft im Rahmen des BMBF-Strategieprozesses "Biotechnologie 2020+" an der Weiterentwicklung der zellfreien Genexpression. Ziel ist die Entwicklung eines modularen Bioreaktor für die effiziente zellfreie Proteinsynthese.
Alternativ kann teilweise ein Protein in vitro per chemischer Merrifield-Synthese von Peptiden und anschließender Proteinligation erzeugt werden.